# Tulare (Californie)
Pour les articles homonymes, voir Tulare.
Tulare (en anglais [tuːˈlɛəriː]) est une ville américaine située dans le comté de Tulare, en Californie. La ville et le comté portent le nom du lac Tulare. Le recensement de 2010 a indiqué une population de 59 278 habitants.

## Éponymes
C'est parmi des écureuils du lac Tulare que fut découverte une bactérie qu'on appelle aujourd'hui Francisella tularensis. La bactérie a à son tour donné son nom à une maladie, la tularémie.

## Transports
Tulare possède un aéroport (Mefford Field, code AITA : TLR).

## Démographie
| 1880 | 1890  | 1900  | 1910  | 1920  | 1930  |
| ---- | ----- | ----- | ----- | ----- | ----- |
| 447  | 2 697 | 2 216 | 2 758 | 3 539 | 6 207 |

| 1940  | 1950   | 1960   | 1970   | 1980   | 1990   |
| ----- | ------ | ------ | ------ | ------ | ------ |
| 8 259 | 12 445 | 13 824 | 16 235 | 22 530 | 33 249 |

| 2000   | 2010   | - | - | - | - |
| ------ | ------ | - | - | - | - |
| 45 995 | 59 278 | - | - | - | - |

## Personnalités liées à la ville
- Bob Mathias (1930-2006), champion olympique du décathlon en 1948 et 1952.
- Richard G. Hovannisian (1932-2023), historien américain.
- Kathleen O'Neal Gear, historienne et femme de lettres, née à Tulare en 1954.

## Source
- (en) Cet article est partiellement ou en totalité issu de l’article de Wikipédia en anglais intitulé « Tulare, California » (voir la liste des auteurs).